# Алісейко Дмитро Олександрович
Дмитро Олександрович Алісейко (біл. Дзмітрый Аляксандравіч Алісейка; нар. 28 серпня 1992, Бобруйськ, Могильовська область, Білорусь) — білоруський футболіст, правий захисник клубу «Мінськ». Виступав за національну збірну Білорусі.

## Клубна кар'єра
Вихованець бобруйської СДЮШОР-5 тривалий період часу виступав за дубль мінського «Динамо», але так і не дебютував в основі.
Сезон 2012 року провів в оренді в жодинському «Торпедо-БелАЗ». Грав за дубль, за основну команду провів лише 1 матч. У березні 2013 року перейшов у гродненський «Німан». У гродненському клубі став частіше з'являтися на полі, хоча зазвичай виходив лише наприкінці матчу.
У березні 2014 року відданий в оренду в «Слуцьк». Дебютним голом відзначився у воротах своєї колишньої команди «Торпедо-БелАЗ», у 22-му турі оформив дубль у ворота «Дняпра» (Могильов). Після закінчення сезону «Слуцька» викупив контракт Алісейка за 6 тис. євро. Цього сезону Алісейко провів 27 матчів, відзначився 5-ма голами у всіх турнірах, виходячи переважно на правому фланзі захисту. У сезоні 2015 років відіграв 28 матчів, відзначився одним голом.
Наприкінці 2016 року підписав 3-річний контракт з клубом «Динамо-Берестя». Дебютував у матчі 1-го туру проти «Мінська». Дебютним голом забив у матчі 15-го туру проти «Гомеля». У першій половині сезону 2017 року став основним правим захисником команди, потім почав чергуватися з Олегом Веретилом. Разом із командою виграв Кубок Білорусі.
Перед початком сезону 2018 року контракт розірвали. 14 лютого 2018 року Алісейко перейшов до «Іслочі». Зазвичай виходив у стартовому складі, але іноді залишався на лаві запасних. Після закінчення сезону не став продовжувати угоду.
У січні 2019 року підписав контракт із клубом «Хімки», який виступає у ФНЛ. Дебют відбувся у 26-му турі проти «Сибіру».
У серпні 2019 року розірвав контракт з «Хімками» й перейшов до «Торпедо-БелАЗу». У сезоні 2019 року був гравцем стартового складу, а в сезоні 2020 року переважно залишався на лаві запасних. У січні 2021 року після закінчення контракту покинув клуб.
Наприкінці січня 2021 року почав тренуватися з «Мінськом» і в лютому підписав контракт зі столичним клубом.

## Кар'єра в збірній
Виступав за юнацькі та молодіжну збірну Білорусі.
1 червня 2017 року дебютував за збірну Білорусі, провів другий тайм у товариського матчу проти Швейцарії (0:1).

### Матчі за збірну
| Дата      | Місто      | Господарі  | Результат | Гості         | Турнір            | Голи | Примітки |
| --------- | ---------- | ---------- | --------- | ------------- | ----------------- | ---- | -------- |
| 1-6-2017  | Невшатель  | Швейцарія  | 1 – 0     | Білорусь      | товариський матч  | -    | 46'      |
| 9-6-2017  | Борисов    | Білорусь   | 2 – 1     | Болгарія      | Відбір до ЧС 2018 | -    | 51'      |
| 12-6-2017 | Мінськ     | Білорусь   | 1 – 0     | Нова Зеландія | товариський матч  | -    | 71'      |
| 31-8-2017 | Люксембург | Люксембург | 1 – 0     | Білорусь      | Відбір до ЧС 2018 | -    |          |
| Усього    |            | Матчів     | 4         |               | Голів             | 0    |          |

## Клубна статистика
| Сезон          | Дивізіон | Клуб              | Країна   | Матчі | Голи |
| -------------- | -------- | ----------------- | -------- | ----- | ---- |
| 2007           | дубль    | «Динамо» (Мінськ) | Білорусь | 1     | 0    |
| 2008           | дубль    | «Динамо» (Мінськ) | Білорусь | 1     | 0    |
| 2009           | дубль    | «Динамо» (Мінськ) | Білорусь | 17    | 0    |
| 2010           | дубль    | «Динамо» (Мінськ) | Білорусь | 14    | 1    |
| 2011           | дубль    | «Динамо» (Мінськ) | Білорусь | 5     | 0    |
| 2011           | Д3       | «Динамо-2»        | Білорусь | 7     | 0    |
| 2012           | Д1       | «Торпедо-БелАЗ»   | Білорусь | 1     | 0    |
| 2013           | Д1       | «Німан»           | Білорусь | 15    | 0    |
| 2014           | Д1       | «Слуцьк»          | Білорусь | 27    | 5    |
| 2015           | Д1       | «Слуцьк»          | Білорусь | 26    | 1    |
| 2016           | Д1       | «Слуцьк»          | Білорусь | 23    | 2    |
| 2017           | Д1       | «Динамо-Берестя»  | Білорусь | 19    | 2    |
| 2018           | Д1       | «Іслоч»           | Білорусь | 21    | 0    |
| 2018/19 (2)    | Д2       | «Хімки»           | Росія    | 12    | 0    |
| 2019/20 (поч.) | Д2       | «Хімки»           | Росія    | 2     | 0    |
| 2019 (2)       | Д1       | «Торпедо-БелАЗ»   | Білорусь | 10    | 0    |
| 2020           | Д1       | «Торпедо-БелАЗ»   | Білорусь | 6     | 0    |

## Досягнення
«Динамо-Берестя»
- Кубок Білорусі
  -  Володар (1): 2017

«Торпедо-БелАз»
- Вища ліга Білорусі
  -  Бронзовий призер (1): 2020